# Synagoge (Memmingen)

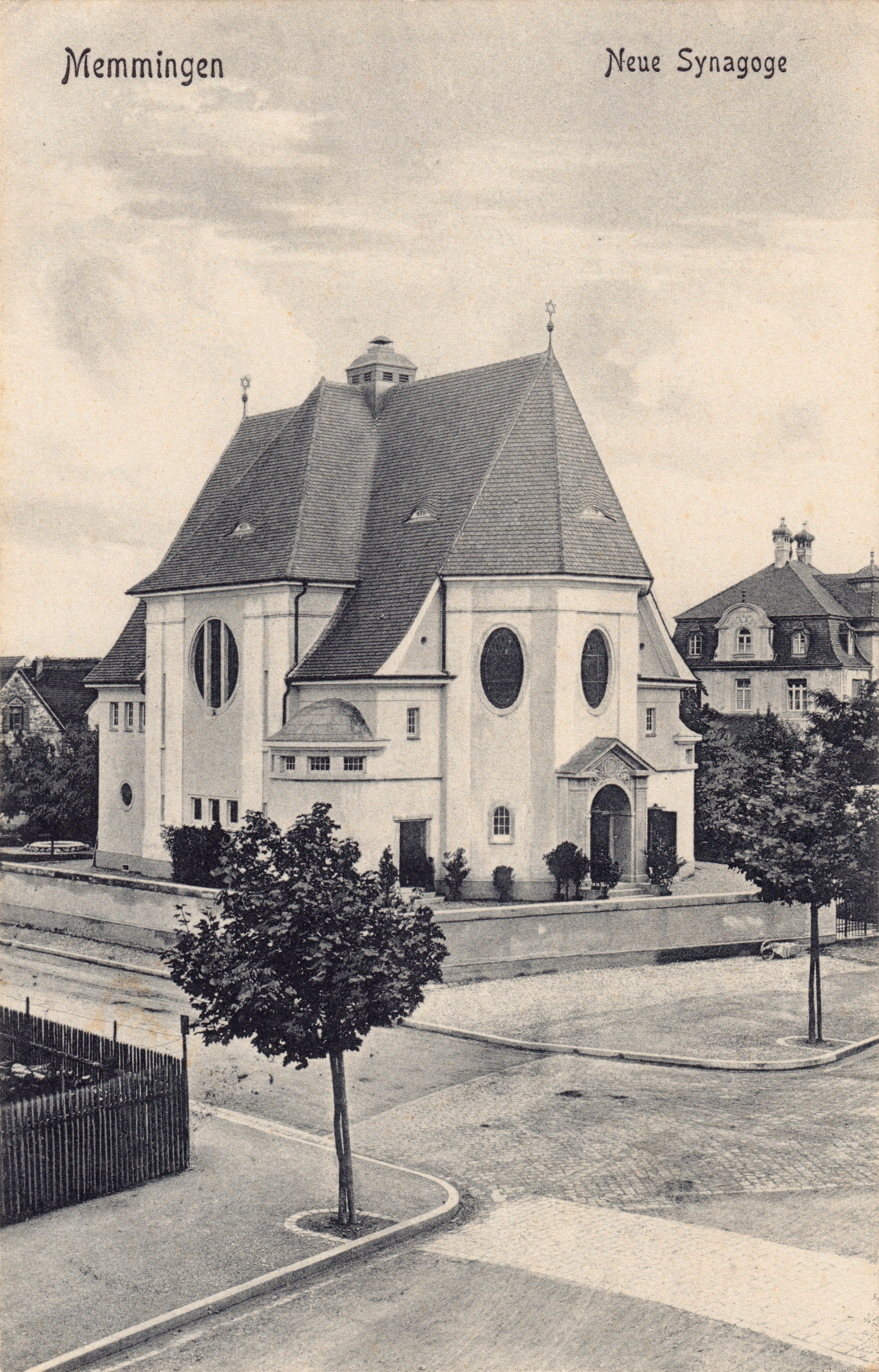
Neue Synagoge am Schweizerberg (1910)

Die Synagoge der oberschwäbischen Stadt Memmingen, Bayern, war das Gotteshaus der dortigen Jüdischen Gemeinde. Sie wurde am 8. September 1909 eingeweiht und – als einzige in Bayerisch-Schwaben – unmittelbar nach der Schändung während des Novemberpogroms noch ab dem 10. November 1938 bis auf die Grundmauern zerstört.
Der Bau war 23 Jahre nach Nördlingen (1886) und wenige Jahre vor Augsburg (1914/17) die bis heute vorletzte in Bayerisch-Schwaben neu errichtete Synagoge. Ihr Architekt, Max Seckbach aus Frankfurt am Main, war – soweit bekannt – der erste jüdische Baumeister, der in der Region einen solchen Bau realisieren konnte. Unter Abkehr vom bis dahin für jüdische sakrale Neubauten vorherrschenden Stil, insbesondere von neomaurischen Formen, legte Seckbach auf expliziten Wunsch der Kultusgemeinde in seinem einer Barockkirche ähnelnden Entwurf Wert auf einen bewusst bodenständigen Baukörper, lockerte die Fassade jedoch mit modernen Details auf. Dieser Ansatz wurde später, etwa von Fritz Landauer in Augsburg, im Sinne einer eigenständigen jüdischen Synagogenbausprache fortentwickelt.

## Vorgeschichte

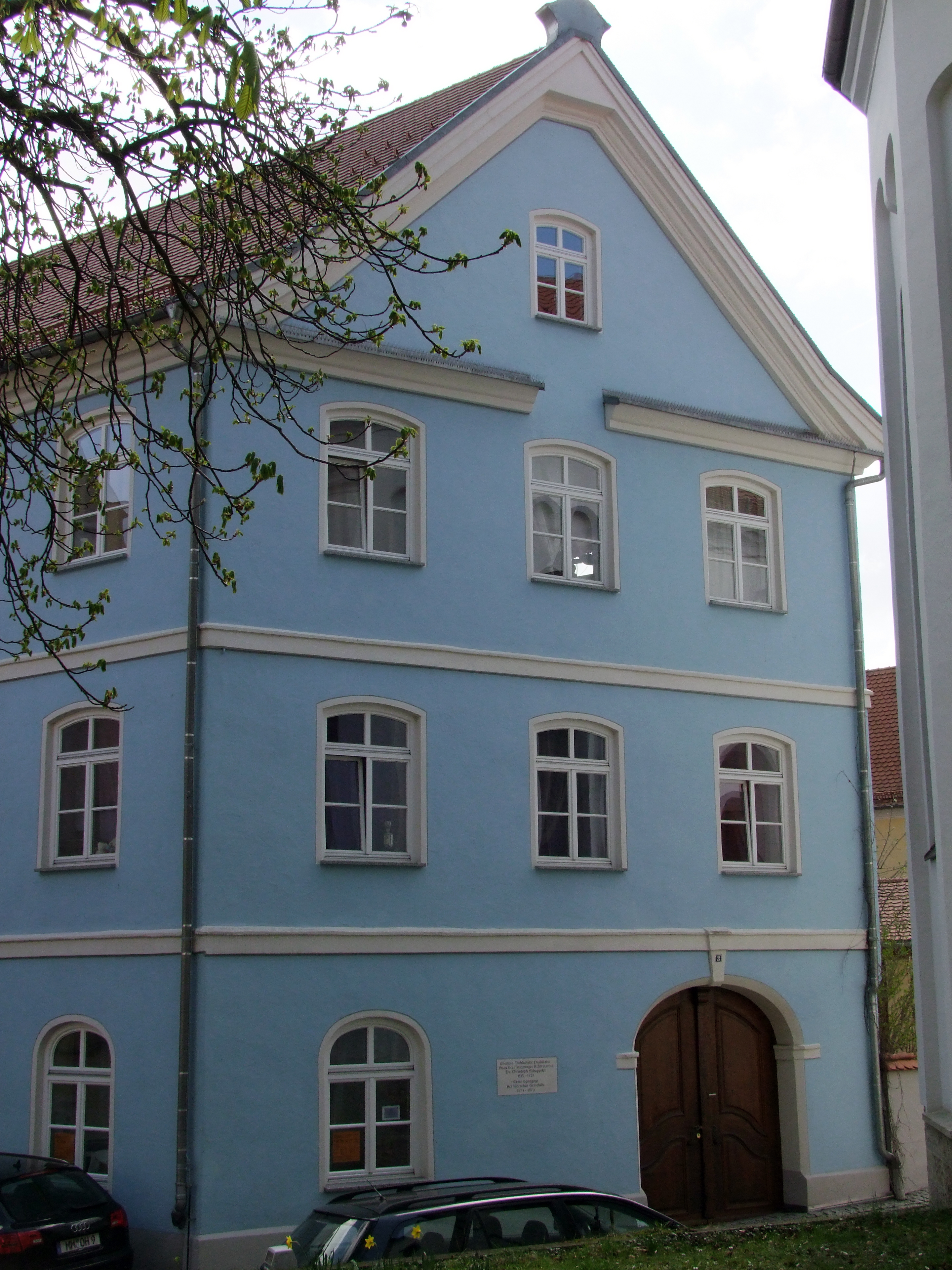
Schappelerhaus mit Gedenkstein

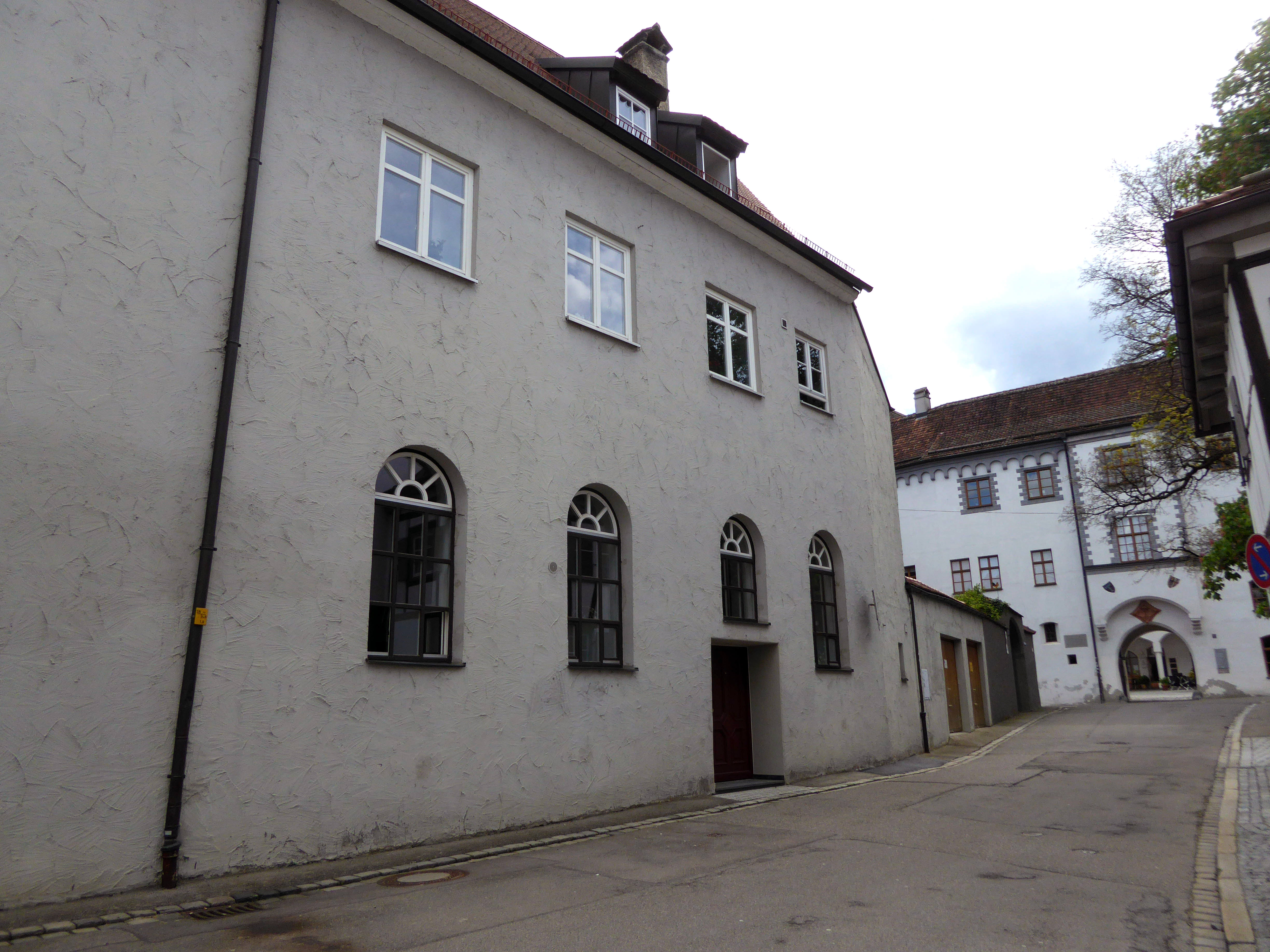
Nordflügel des Fuggerbaus

Ab 1861 zogen jüdische Familien aus Landgemeinden wie Osterberg oder Fellheim wegen der besseren wirtschaftlichen Voraussetzungen nach Memmingen. Bereits 1871 wurden 54 Juden gezählt, so dass ab August 1872 die Gründung einer eigenen Kultusgemeinde betrieben wurde. Eine zentrale Vorbedingung hierfür war die Einrichtung einer Synagoge oder wenigstens eines Betsaals.
Hierzu mietete die anfangs kleine Gemeinde zunächst ab Oktober 1873 vom Kaufmann Derpsch einen Saal mit Nebenzimmer im zweiten Stock des „Schappelerhauses“ (Fuggergasse 3) an. Dabei handelt es sich um das Rückgebäude des „Kaufhauses“ (Herrenstraße 9), in dem mit Bankier Heinrich Mayer und dessen Prokuristen Albrecht Gerstle wichtige und engagierte Vertreter der Memminger Kultusgemeinde wohnten.
Die Zahl der jüdischen Memminger stieg durch weitere Zuzüge schnell an. Im Jahr 1875 wurden schon 99, fünf Jahre später dann 144 Gemeindemitglieder gezählt, so dass bald nach neuen Räumlichkeiten gesucht wurde. Man fand diese in unmittelbarer Nachbarschaft, im Erdgeschoss des Nordflügels des Fuggerbaus (Fuggergasse 5), der am 12. Mai 1879 bezogen werden konnte. Dieser Ort sollte für 30 Jahre der Mittelpunkt der Kultusgemeinde bleiben.
Ende Oktober 1879 konnte der im Osten der Stadt gelegene jüdische Friedhof durch eine Schenkung von Heinrich Mayer erweitert werden, so dass bereits für den Landkauf vorgesehene Gelder frei wurden. Diese wurden umgewidmet in einen Baufonds für eine zukünftige Synagoge. In diesen Fonds flossen über die Jahre weitere Mittel, insbesondere aus Nachlässen. So vermachte der Metzgermeister Isak Mannheimer einen Großteil seines Vermögens in seinem Testament vom 6. August 1896 der Gemeinde. Auch die Pflegerin Therese Fränkel hinterließ nach ihrem Tod am 15. August 1907 eine erhebliche Summe, die dem Fonds zugeschlagen wurde.

## Planung und Bau

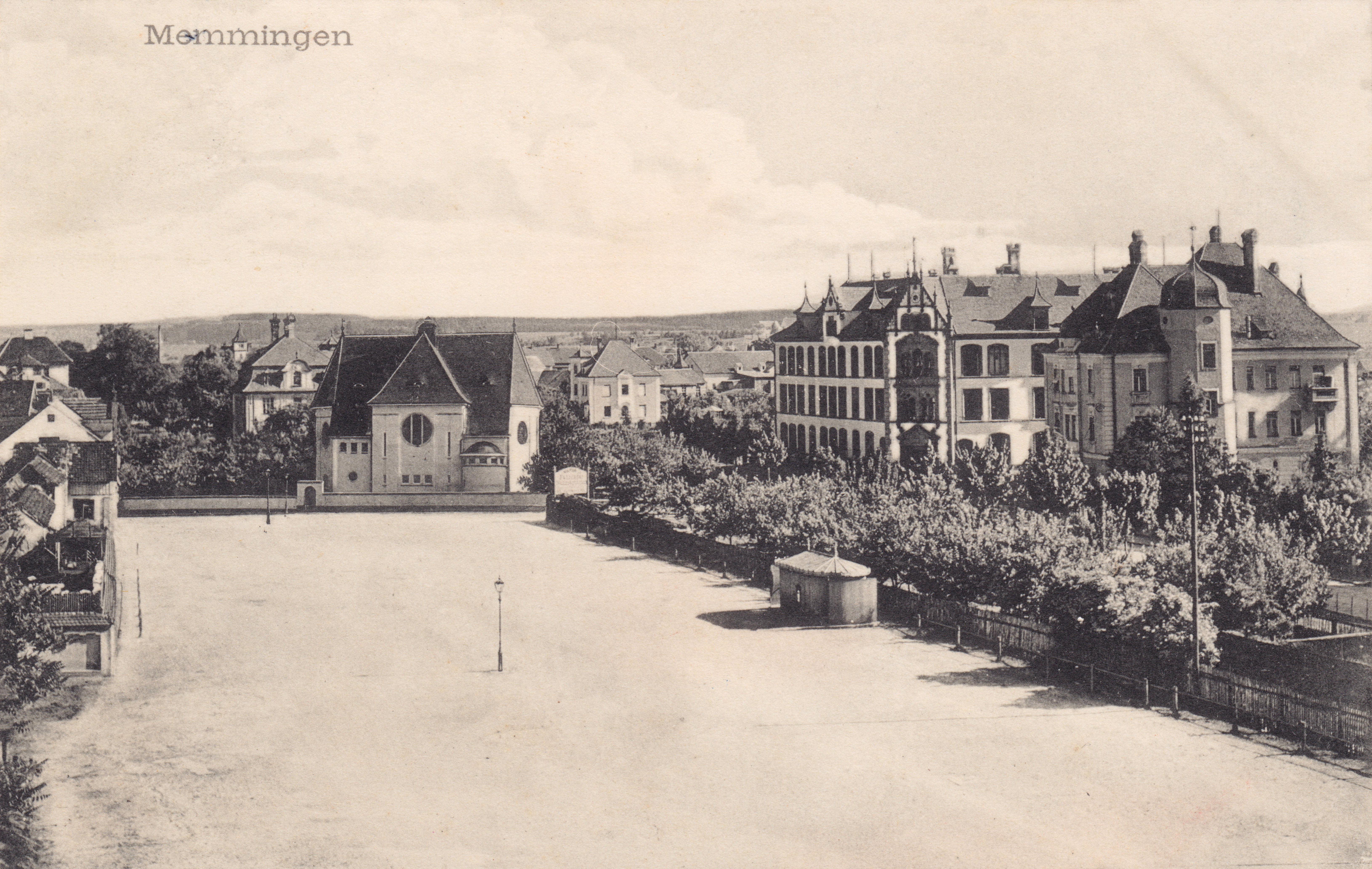
Westertorplatz mit Synagoge, Bismarckschule und Finanzamt (um 1911)

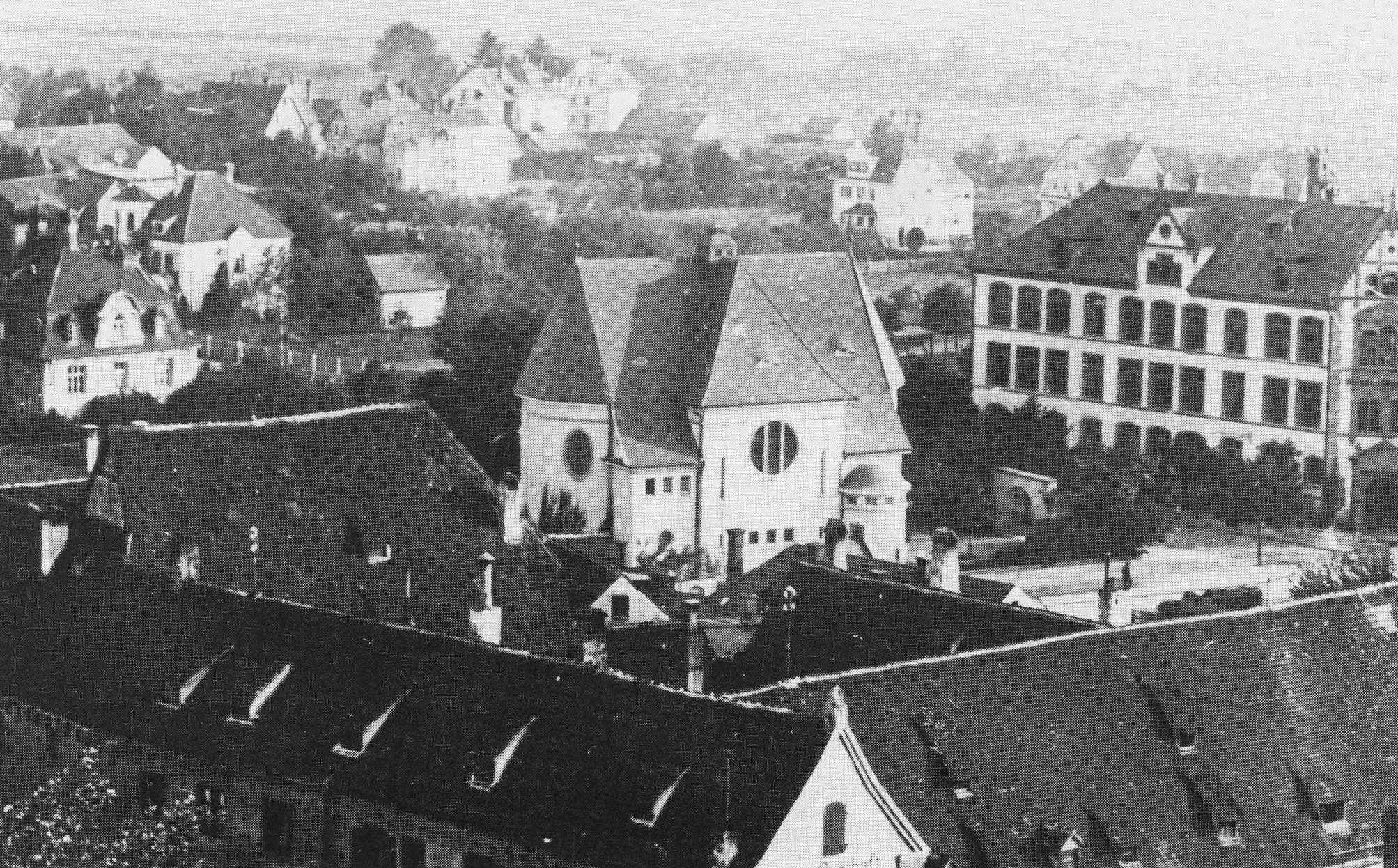
Synagoge und Bismarckschule (um 1925)

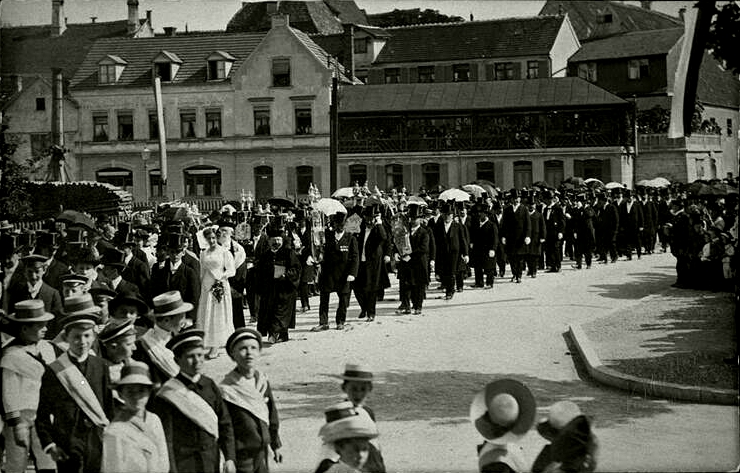
Festlicher Umzug der Torarollen in die neue Synagoge (1909)

Lageplan der Synagoge (links) und des Lehrerhauses (rechts). Das parkähnliche Grundstück mit Brunnen (Kreis) war durch Mauern von den Straßen abgetrennt. Hauptzugang bestand durch ein Tor am Kaisergraben, ein Nebentor befand sich am Schweizerberg. Der heutige Straßenverlauf und die heutige Bebauung ist in schwarz bzw. grau eingezeichnet.

Ab dem Jahr 1901 waren die Gemeindemitglieder mit der gegebenen Situation im Fuggerbau zunehmend unzufrieden. Im Folgejahr erfolgte ein Grundsatzbeschluss, nicht das bestehende Gebäude zu erweitern, sondern nun endlich Schritte in Richtung einer eigenen Synagoge zu unternehmen. Allerdings fand sich zunächst kein geeignetes Grundstück.
Im Laufe des Jahres 1907 wurden zwei mögliche Bauplätze verfügbar. Die erste, äußerst attraktive Option war das Wohnhaus nebst Stadel und Garten des Zahntechnikers F. S. Kohn (Schweizerberg 17). Im Jahr 1899 war das Nachbarhaus abgebrochen und der Ring der Stadtmauer geöffnet worden, so dass die Straße vom Schweizerberg kommend zwischen dem „Rabenkeller“ (Schweizerberg 8/10) und dem Kohnschen Wohnhaus hindurch in die Hopfengärten hinaus fortgeführt werden konnte. Die so entstandene Bismarckstraße war – neben der Buxacher Straße – absehbar eine der Hauptentwicklungsachsen nach Westen, und in der Tat war dort bereits am 15. September 1902 die repräsentative Bismarckschule eröffnet worden. Das ins Auge gefasste Grundstück erstreckte sich somit entlang dieser neuen Achse zwischen Stadtmauer und Kaisergraben mit der unmittelbar daran anschließenden Schule, so dass in nächster Nähe zur Altstadt großzügiges Bauen möglich war.
Alternativ hierzu wurde der Ort des 1907 abgerissenen Zehntstadels des früheren Antoniterklosters (Martin-Luther-Platz) vorgeschlagen. Dieser Bau lag einst – durch den ehemaligen Friedhof getrennt – neben der Martinskirche und war direkt mit der Kinderlehrkirche verbunden. Obwohl inmitten der Altstadt gelegen war hier, im Schatten von St. Martin, weniger Platz für architektonische Entfaltung und insbesondere für andere gemeindliche Einrichtungen.
Vorerst noch unentschlossen kam man am 1. Dezember 1907 zunächst überein, den Frankfurter Architekten Max Seckbach zu beauftragen, Entwürfe für beide Grundstücke anzufertigen. Auf Einladung der Gemeinde weilte Seckbach kurz darauf, am 5. Januar 1908, zu einer Besprechung in der Stadt. Dabei wurde ihm von der Gemeinde aufgetragen, dass die äußere Form der Synagoge „möglichst die Umgebung berücksichtigen und sich der bodenständigen Bauart anpassen“ solle.
Am 22. März 1908 schließlich legte sich die Gemeinde auf das Kohnsche Anwesen fest, dessen Vorteile den höheren Kaufpreis von 36.000 Mark rechtfertigten. Die beiden dort bestehenden, innerhalb der früheren Stadtmauer gelegenen Gebäude, Wohnhaus und Stadel, sollten renoviert und zu einem Gemeindehaus mit Wohnung für den Religionslehrer und Kantor umgewandelt werden. Der außerhalb der Stadtbefestigung liegende Garten sollte mit der eigentlichen Synagoge bebaut werden. Das als Bauplatz abgelehnte Areal des ehemaligen Zehntstadels wurde stattdessen durch die Stadt mit Bäumen bepflanzt und zu der noch heute existierenden Grünanlage umgestaltet.
Im Juni 1908, nachdem ein gewählter Bauausschuss der Kultusgemeinde verschiedene Synagogen besichtigt hatte, wurde Seckbach offiziell damit beauftragt, seinen Entwurf zu realisieren und die Bauleitung zu übernehmen. Dies ist insofern bemerkenswert, als dass dadurch – soweit bekannt – zum ersten Mal ein jüdischer Baumeister eine Synagoge in Bayerisch-Schwaben verwirklichen konnte. Bis Ende August fertigte Seckbach die Eingabepläne an, die am 8. September 1908 durch das Stadtbauamt genehmigt wurden. Parallel dazu wurde bereits die künftige Lehrerwohnung renoviert, so dass diese noch im September 1908 bezugsfertig war. Außerdem wurden Erdarbeiten zur Vorbereitung des Baufeldes für die Synagoge durchgeführt.
Nach abgeschlossenen Vorarbeiten fand am 2. November 1908 die feierliche Grundsteinlegung statt. In Anwesenheit des Ichenhausener Distriktsrabbiners Ahron Cohn wurde eine von beiden Kultusvorständen, Albrecht Gerstle und Heinrich Guggenheimer, unterzeichnete Urkunde und eine Liste der Gemeindemitglieder nebst je einem Exemplar aller seinerzeit im Umlauf befindlichen bayerischen Münzen hinterlegt. Der Memminger Bürgermeister Karl Scherer überbrachte die Glückwünsche der Stadtgemeinde.
Nach einem knappen Jahr Bauzeit konnte die Synagoge schließlich am 8. September 1909 eingeweiht werden. Nachdem in einem letzten Gottesdienst Abschied vom alten Betsaal im Fuggerbau genommen worden war, wurden die Torarollen im Festzug zum neuen Gotteshaus gebracht, begleitet vom Münchner Oberrabbiner Cossmann Werner, Distriktsrabbiner Cohn und den beiden Kultusvorständen. Nach einem Festakt vor dem Hauptportal fand im Inneren des Baus eine Weihezeremonie statt. Anwesend war ebenso wieder Bürgermeister Scherer mit einer Abordnung des Stadtmagistrats. Den Nachmittag des Tages nutzten „tausende“ Besucher für eine Besichtigung.
Der Bau soll gut 120.000 Mark gekostet haben. Neben dem Preis für das Grundstück in Höhe von 36.000 Mark entfielen weitere 50.000 Mark auf den Rohbau und 28.000 Mark auf die Einrichtung der Synagoge. Ein großer Teil dieser Summe war bereits zum Zeitpunkt der Auftragserteilung verfügbar. So hatten sich im Baufonds seit Ende 1879 etwa 22.000 Mark angesammelt, weitere 20.000 Mark konnten aus Spenden verzeichnet werden, und 60.000 Mark konnten unter günstigen Konditionen von der Bayerischen Handelsbank geliehen werden. Die Bauarbeiten waren durch Ausschreibung vergeben worden, wobei Memminger Unternehmen wie das Baugeschäft Unglehrt bevorzugt wurden.

## Beschreibung

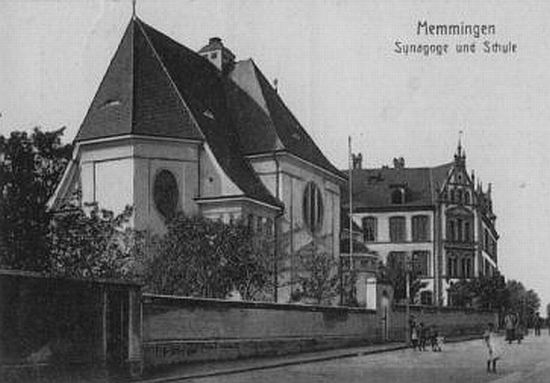
Neue Synagoge und Bismarckschule

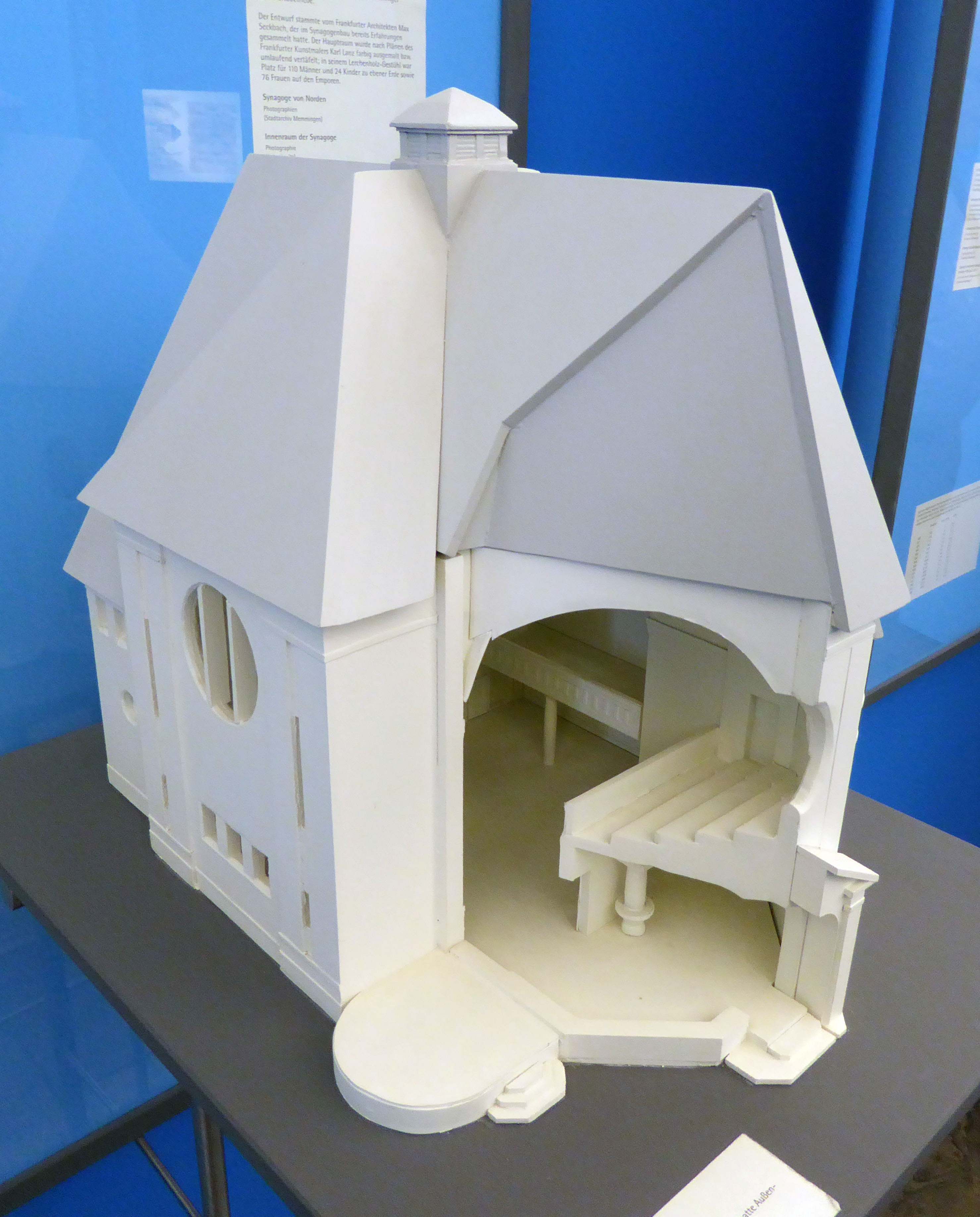
Modell der Synagoge Memmingen im Stadtmuseum (Hermansbau)

Die Synagoge bestand im Wesentlichen aus einem streng geosteten Langhaus von 13,50 m Länge und 8,60 m Breite, das mittig von einem fast gleich großen Querhaus geschnitten wurde. Somit ergab sich annähernd ein griechisches Kreuz mit gleich langen Schenkeln als wesentlicher Grundriss. An die Schmalseiten des Langhauses waren Polygonapsiden als Fünfachtelschluss angesetzt. Der Innenraum hatte damit maximale Abmessungen von 22 m Länge und 13,50 m Breite. Die Ecken zwischen Lang- und Querhaus wurden für Treppenhäuser genutzt, lediglich im südöstlichen Bereich waren Zimmer untergebracht. Den beiden westlichen Treppenhäusern waren halbrunde Vorbauten angesetzt. Somit ergaben sich maximale Außenmaße von 24 m Länge und 18 m Breite.
Lang- und Querhaus hatten jeweils Tonnengewölbe von 10 m maximaler Innenhöhe. Eine Hängekuppel mit Opaion überspannte die mittig liegende Vierung, wo sich die beiden Schiffe kreuzten. Der Raum erreichte dort eine Maximalhöhe von 11,75 m. Diese Bauform war seit Mitte des 19. Jahrhunderts für Synagogen beliebt und erinnert an die Anlage von Kreuzkuppelkirchen. Der Bau war mit einem hohen und steilen ziegelgedeckten Dach abgeschlossen, so dass die Kuppel von außen nicht sichtbar war. Der Dachfirst erreichte eine Höhe von 18 m über dem Boden. Die Traufe befand sich in 10 m Höhe, war über den Treppenhäusern jedoch auf 7 m Höhe herabgezogen. Über den Apsiden und dem Querschiff war das Dach abgewalmt. Über dem Opaion der Kuppel, am Schnittpunkt der Firste von Lang- und Querhausdach, befand sich ein Dachreiter. Die beiden halbrunden Vorbauten der westlichen Treppenhäuser waren mit kupfergedeckten Kuppelhälften abgeschlossen.
Neben Dach, Querschiff und Apsiden wurde die äußere Gesamterscheinung dominiert durch eine Reihe von großen Fenstern: An den Schmalseiten des Querhauses befanden sich runde Fenster von etwa 3 m Durchmesser, in den Apsidenwänden hochovale Fenster von etwa 3 m Höhe und 1,5 m Breite. Außerdem strukturierten Lisenen die Außenwände, so dass insgesamt der Eindruck eines barocken, im Großen und Ganzen entlang der West-Ost-Achse symmetrischen Sakralbaus entsteht. Weitere Fensteröffnungen waren dagegen rechteckig oder mit Rundbögen versehen und entsprachen insofern anderen Baustilen.
Der ehemalige Garten, in dem die Synagoge errichtet worden war, und sein Baumbestand blieben weitergehend erhalten und bildeten den parkähnlichen Umgriff. Während das Grundstück im Osten durch die alte Stadtmauer und das Lehrerhaus abgeschlossen war, friedeten es neu errichtete Mauern im Norden und Westen gegen die beiden Straßen ein. Zum „Kaisergraben“ hin bestand der Hauptzugang durch ein großes Tor mit Rundbogen, zum „Schweizerberg“ bestand ein Nebenzugang. Im Garten waren Kieswege und ein Brunnen zwischen Synagoge und Lehrhaus angelegt worden.

### Räumlichkeiten und Ausstattung
Der Haupteingang der Synagoge selbst befand sich ebenfalls im Westen. Durch ein vorgestelltes Portal, dessen Giebel die Gesetzestafeln zeigte, wurde eine Vorhalle erreicht, die das Erdgeschoss der westlichen Apsis einnahm. Dort befand sich ein Brunnen aus Muschelkalk. Über zwei Durchgänge konnte von dort der Betsaal erreicht werden, der für Männer vorgesehen war. Zwei weitere Durchgänge führten jeweils zu den beiden westlichen Treppenhäusern, wo über halbgewendelte Treppen in den Vorbauten die Frauenemporen erreicht werden konnten. Diese Treppenhäuser hatten auch jeweils einen eigenen Außenzugang. Die Frauenemporen selbst befanden sich im Obergeschoss der Westapsis und in den Armen des Querschiffs. Die westliche Empore stieg dabei stufenförmig an.
Auch die östliche Apsis war im Erdgeschoss abgetrennt. In dieser Ostwand des Betsaals war der Toraschrein (Heilige Lade) untergebracht. Davor befand sich eine um vier Stufen erhöhte Estrade, auf der die Bima (auch Almemor, Lesepult für die Tora) stand. In der eigentlichen Ostapsis lag zu ebener Erde ein Sitzungssaal, der auch für Trauungen genutzt werden sollte, und darüber eine Chorempore mit Orgel. Diese vierte Empore wurde über eine zweiläufige Treppe mit Halbpodest im nordöstlichen Treppenhaus erreicht, das ebenfalls über einen eigenen Außenzugang verfügte. Im südöstlichen Teil des Baus befand sich im Erdgeschoss ein einer Sakristei vergleichbarer Ankleideraum für den Kantor, darüber ein weiterer Nebenraum.
Der Betsaal war im Erdgeschoss mit einer umlaufenden, gebeizten Holzvertäfelung versehen. Die darüber liegenden Wände und Gewölbe waren verputzt und nach einem Entwurf des Frankfurter Künstlers Karl Lanz bemalt. Dem im Judentum bestehenden Bilderverbot entsprechend kamen dabei Ornamente aus Pflanzen- und Sternmotiven zum Einsatz. Außerdem waren im Betsaal Bankreihen aus dunkel gebeiztem Lärchenholz fest montiert, unterbrochen von zwei Gängen. Die Angaben zur genauen Anzahl der Sitzplätze variieren leicht. Für das Jahr der Eröffnung, 1909, werden „vorläufig“ 110 Männer- und 24 Kindersitze im Saal und 78 Sitzplätze auf den Frauenemporen genannt.
Die Synagoge war – zumindest im Ostteil – unterkellert. Dieser Keller beherbergte eine Heizungsanlage, die den Betsaal mit erwärmter Luft versorgte. Er bot ebenfalls Raum für die Bevorratung der hierfür notwendigen Kohle. Der Bereich war über das nicht-öffentliche nordöstliche Treppenhaus erreichbar. Die Heizung der beiden anderen Räume erfolgte, ebenso wie zumindest anfänglich auch die Beleuchtung, mit Stadtgas.

### Bauliche Merkmale des Reformjudentums
In Folge der Haskala, der jüdischen Aufklärung, entstand in Europa im frühen 19. Jahrhundert das liberal orientierte Reformjudentum. Neben Neuerungen in theologischen und philosophischen Fragen fand insbesondere auch eine Reform der orthodoxen Liturgie statt, wobei man sich am protestantischen Gottesdienst orientierte. Beispielsweise wurde eine in der Landessprache gehaltene Predigt eingeführt und die musikalische Untermalung durch Musikinstrumente und Gesang zugelassen.
Diese liturgischen Änderungen hatten Auswirkung auf die Synagogenarchitektur, wie beispielhaft auch an der Memminger Synagoge zu sehen ist: War die Bima, auch Almemor, das Pult von dem aus die Tora verlesen wird, in früherer Zeit auf einem zentral gelegenen Podest im Betsaal aufgestellt, so sind bei Reformsynagogen wie in Memmingen Bima und Toraschrein einem christlichen Altar vergleichbar an der Ostseite zu einer Estrade vereinigt. Auch die festen Bankreihen sind ein typisches Merkmal für Synagogen liberaler Gemeinden, so dass die Gläubigen während der Zeremonie in Richtung Misrach, Osten, blickten.
Der Trennung der Geschlechter beim Gottesdienst wurde in Memmingen wie vielerorts durch die Frauenemporen Rechnung getragen, die aber keine zusätzlichen Mechizot, etwa Sichtschutzgitter, aufwiesen. Auch die Verwendung der östlichen Empore für musikalische Zwecke und die Installation einer Orgel entsprechen der liberalen Denkschule.

### Einordnung des Baustils
Die Baugeschichte der Synagogen in Bayerisch-Schwaben lässt sich in mehrere Phasen gliedern. Nach der Verfolgung im Mittelalter wurden erst ab dem 17. Jahrhundert wieder Synagogen in der Region errichtet, die jedoch zunächst zur Vermeidung von Konflikten mit der christlichen Bevölkerung äußerlich von Profanbauten nicht zu unterscheiden waren. Im Verlauf des 18. Jahrhunderts orientierte man sich dann gewöhnlich am in Süddeutschland beliebten Saalbau mit Tonnengewölbe. Synagogen aus dieser Phase wurden aufgrund relativ hoher Dachgiebel und großer Fenster als Sakralbauten im Ortsbild sichtbarer, so etwa in Harburg oder in Fischach. Anfang des 19. Jahrhunderts schließlich wurden in Orten mit großen jüdischen Gemeinden, konkret in Ichenhausen, Altenstadt an der Iller und Hürben bei Krumbach, repräsentative Synagogen eines speziell schwäbischen spätbarock-frühklassizistischen Stils erbaut, der sich an den herrschaftlichen katholischen Kirchenbauten dieser Zeit orientierte.
Wurden bis etwa 1830 die jeweils zeitgenössischen Baustile verwendet, so stellte man sich – von nicht-jüdischer Seite – im Zusammenhang mit dem beginnenden Historismus die Frage, wie Synagogen durch einheitliche Stilelemente erkennbar gemacht werden könnten. Hintergrund war die allgemein vertretene Vorstellung, dass die Funktion eines Bauwerks aus seiner Erscheinung ableitbar sein müsse. Maßgebend wurde schließlich der Entwurf von Friedrich von Gärtner für die neue Synagoge in Ingenheim, die im neomaurischen Stil gehalten war. Dieser zeichnete sich durch eher exotisch wirkende Elemente wie Hufeisenbögen, Säulchen, und farbige Ornamente aus. Ebenso wurde in Ingenheim die deutlich sichtbare Kennzeichnung durch Gesetzestafeln als Symbol für die jüdische Religion eingeführt. Von Seiten staatlicher Baubehörden wurde dieser Stil, da im Unterschied zu Gotik und Barock nicht mit christlichen Kirchen verknüpft und auf die vermeintlich orientalische Natur des Judentums verweisend, als geeignet angesehen und in Folge durchgesetzt. In der Region betraf das etwa die Synagoge von Binswangen, wo ein früherer klassizistischer Entwurf durch den Regierungsbaumeister Eduard Rüber neomaurisch überarbeitet wurde. Weitere Beispiele für neomaurische Architektur in der Region sind die Synagogen von Buttenwiesen und Hainsfarth.
Zur gleichen Zeit wurde auf Initiative des jüdischen Architekten Albrecht Rosengarten auch eine als Rundbogenstil bezeichnete, weniger fremdartige Formensprache für Synagogen populär. Rosengarten realisierte diesen mit der Neuromanik sehr eng verwandten Stil beispielhaft in Kassel. Ein rein neuromanischer Synagogenbau wurde in Bayerisch-Schwaben nicht errichtet, es finden sich jedoch Mischformen, etwa in Nördlingen. Auch bei der Umgestaltung der schon länger bestehenden Fellheimer Synagoge wurden neomaurische mit neuromanischen Elementen verknüpft.
Knapp zweieinhalb Jahrzehnte nach Nördlingen wurde schließlich die Memminger Synagoge geplant. Ihr Entwurfsstil unterscheidet sich in zweierlei Hinsicht erheblich von den früher errichteten Synagogen: Einerseits wurde – auf ausdrücklichen Wunsch der Gemeinde, als Zeichen der Verwurzelung und in bewusster Abkehr von der zuvor staatlich verordneten Praxis – statt einer fremdartig-orientalisierenden Gesamterscheinung eine den Kirchen der Region eher entsprechende neobarocke Grundform gewählt. Kennzeichnend hierfür sind etwa die ovalen Fenster der Apsiden und die Lisenen. Andererseits reduzierte Max Seckbach diesen historistischen Ansatz und verwendete gleichzeitig eindeutig moderne Elemente wie die halbrunden Treppenhäuser zu den Frauenemporen mitsamt ihren mehrgliedrigen Fensterbändern. Der Stil der Memminger Synagoge kann dementsprechend als späthistoristisch-frühmodern bezeichnet werden. Eine ähnliche, aber extremere Kombination aus abstrahierten historistischen Formen und modernen Elementen findet sich wenig später auch beim bis heute letzten in Bayerisch-Schwaben errichteten Synagogenneubau, nämlich der Augsburger Synagoge von Fritz Landauer. Insofern ist die Memminger Synagoge ein frühes Beispiel der Entwicklung einer modernen, eigenständig jüdischen Synagogenbausprache, die in den Bauten der Zwischenkriegszeit, etwa der ebenfalls von Landauer entworfenen Synagoge von Plauen im Stil der Neuen Sachlichkeit, gipfelte.

## Schändung und Zerstörung
Am 7. November 1938 schoss Herschel Grynszpan in der Deutschen Botschaft in Paris auf den Legationssekretär Ernst Eduard vom Rath, der zwei Tage später seinen Verletzungen erlag. Dieses Attentat bot der NS-Führung den Vorwand, bereits länger geplante Massenverhaftungen durchzuführen und die euphemistisch als „Kristallnacht“ bezeichneten Novemberpogrome gegen Juden und ihre Einrichtungen zu inszenieren. Am Abend des 9. November erfolgte auf höchster Ebene die Koordinierung der Übergriffe, so dass der Mob – meist bestehend aus Angehörigen diverser NS-Organisationen wie insbesondere der Sturmabteilung (SA) – in den größeren Städten spätestens ab etwa 23:00 Uhr losschlug. Am frühen Morgen des 10. November, um 1:20 Uhr, erreichte das von Reinhard Heydrich verantwortete Blitzfernschreiben mit den genaueren Anweisungen auch die Memminger Polizei und die örtliche Außenstelle des Sicherheitsdienstes (SD). Darin enthalten war die Aufforderung, sich mit der Kreisleitung der NSDAP zu koordinieren und Maßnahmen gegen die jüdische Bevölkerung zu besprechen. Unter den Vorschlägen hierfür war auch, einen Brandanschlag auf die Synagoge zu verüben. Insbesondere sollte die Polizei keinesfalls gegen die Aktion vorgehen und lediglich Übergriffe auf nicht-jüdisches Eigentum unterbinden.
Der örtliche Kreisleiter Wilhelm Schwarz wurde erst gegen 15:00 Uhr über diesen Befehl informiert. Während der SD-Vertreter, SS-Obersturmführer Erwin Hanusch, für Brandstiftung plädierte, wollte Schwarz die Synagoge zunächst intakt übernehmen, um das Gebäude später anderweitig nutzen zu können. Bei einer Inspektion mit weiteren Mitgliedern der NSDAP-Kreisleitung erschien es ihnen dann aber doch ungeeignet für eine Verwendung als Getreidespeicher, Hallenbad oder Jugendherberge. Stattdessen entstand der Plan, das Grundstück nach dem Abriss für ein Kriegerdenkmal zu nutzen. Schwarz beauftragte den Kreisamtsleiter, Architekt und Stadtrat Hans Wagner, mit dem sofortigen Abriss zu beginnen. Dieser Vorgang ist in Bayerisch-Schwaben einmalig. Brandstiftung wurde wegen der Gefährdung benachbarter Gebäude als zu gefährlich verworfen.
Wagner beauftragte umgehend über den Kreisbetriebsobmann der Deutschen Arbeitsfront (DAF), Josef Veh, die Baufirmen Hebel, Unglehrt und Kutter mit dem Abriss. Ebenso wurden die Schreiner Ernst Mayr und Wilhelm Welte sowie der Schlosser Anton Spitz benachrichtigt. Von diesen Firmen bemühte sich nur Welte darum, sich nicht am Abriss beteiligen zu müssen – letztlich allerdings erfolglos. Wertvolle Kultgegenstände wurden zu Händen der Gestapo beschlagnahmt, Akten und weiteres Archivmaterial gingen schließlich an den Augsburger SD.
Erst gegen 16:00 Uhr begann der Abbruch, zunächst mit der Entfernung der Dachziegel und der Demontage des Dachstuhls. Gleichzeitig wurden im Innenraum die Wandvertäfelung und der Kronleuchter entfernt. War der Zutritt zur Synagoge anfangs noch beschränkt, so begannen bald Außenstehende, insbesondere Memminger NS-Größen, sich an der immer wilder werdenden Verwüstung zu beteiligen, so dass sich im Betsaal bald ein Schutthaufen auftürmte. Wagner persönlich zerschlug die Gedenktafeln für die Gefallenen des Ersten Weltkrieges. Unterdessen wurden im Park vor der Synagoge in einem großen Feuer Möbeltrümmer und in hebräischer Schrift verfasste Bücher verbrannt. Im Schein zweier aus dem städtischen Gaswerk herbeigeholter Scheinwerfer dauerte das Zerstörungswerk noch bis etwa 22:00 Uhr an, das in der Sprengung der massiven Kuppel gipfelte. Im Lauf eines einzigen Tages war unter den Augen und in Beteiligung der Bevölkerung aus der Synagoge eine allen Schmucks und aller Einrichtungen beraubte Ruine ohne Dach gemacht worden. Gleichzeitig mit der Synagoge wurden in Memmingen auch Privatwohnungen jüdischer Bürger verwüstet.
Einige Tage nach dem Pogrom wurden die noch stehenden Mauern des Gotteshauses durch die Firma Kutter gesprengt und eingeebnet. Die Abbruchkosten in Höhe von insgesamt 12.000 Reichsmark wurden der Kultusgemeinde in Rechnung gestellt. Mutmaßlich waren darin auch die Kosten der Siegesfeiern in diversen Memminger Gasthäusern enthalten. Das bei der Sprengung beschädigte Lehrerhaus wurde beschlagnahmt und fortan durch die Hitlerjugend und die NS-Kriegsopferversorgung genutzt. Damit endete – neben dem Verlust der Synagoge – auch der jüdische Religionsunterricht.

### Juristische Aufarbeitung
Im Jahr 1948 wurde die Zerstörung der Synagoge in einem Strafverfahren vor dem Landgericht Memmingen verhandelt. Dadurch ist auch der Ablauf der Zerstörung dokumentiert. Mit Urteil vom 21. Juli 1948 wurden von insgesamt 33 Angeklagten 15 zu Gefängnisstrafen wegen Land- und Hausfriedensbruchs verurteilt. Schwarz erhielt zwei Jahre, andere Angeklagte zwischen drei Monaten und einem Jahr.

## Nachnutzung des Grundstücks

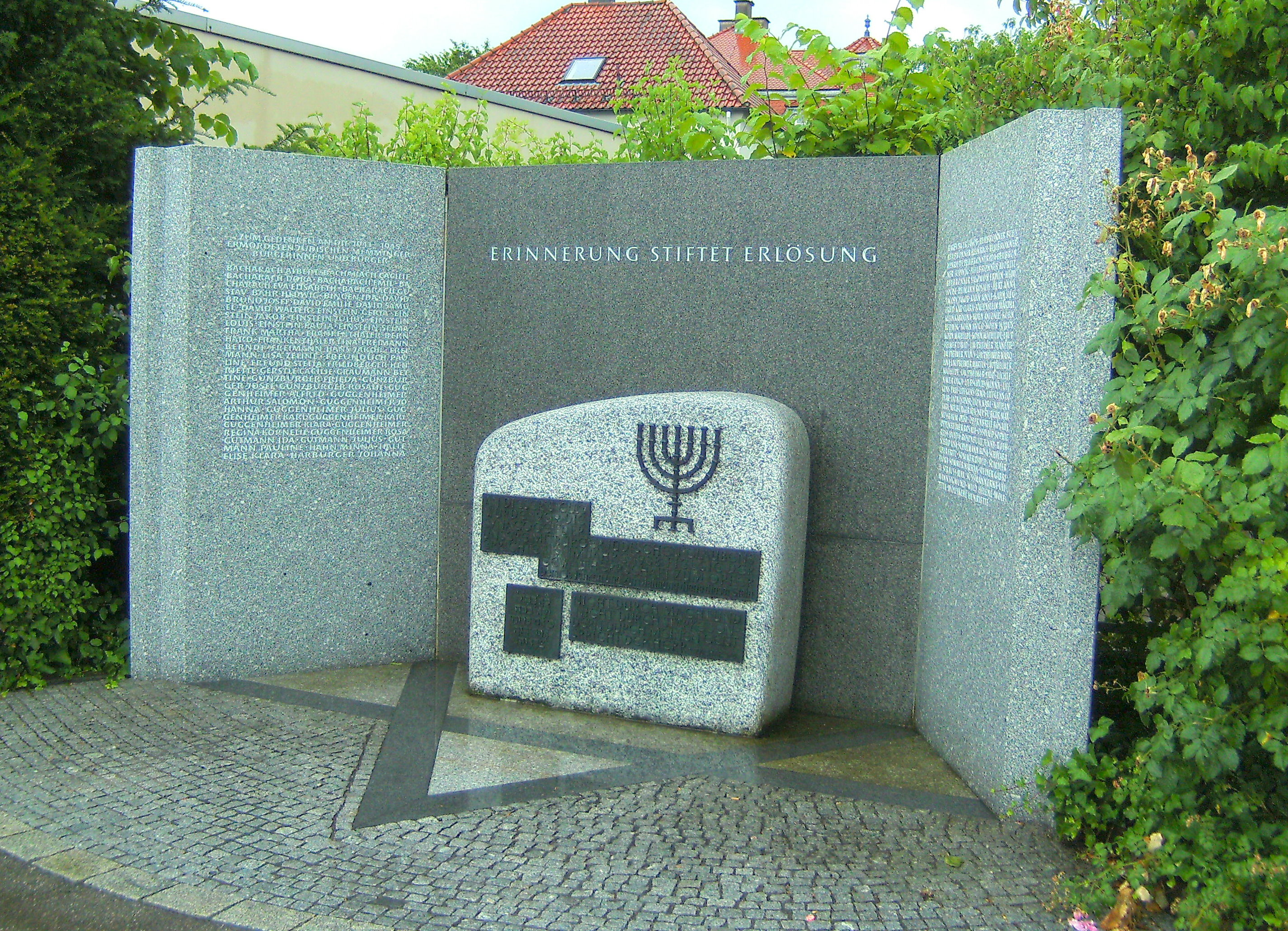
Gedenkstein am alten Standort

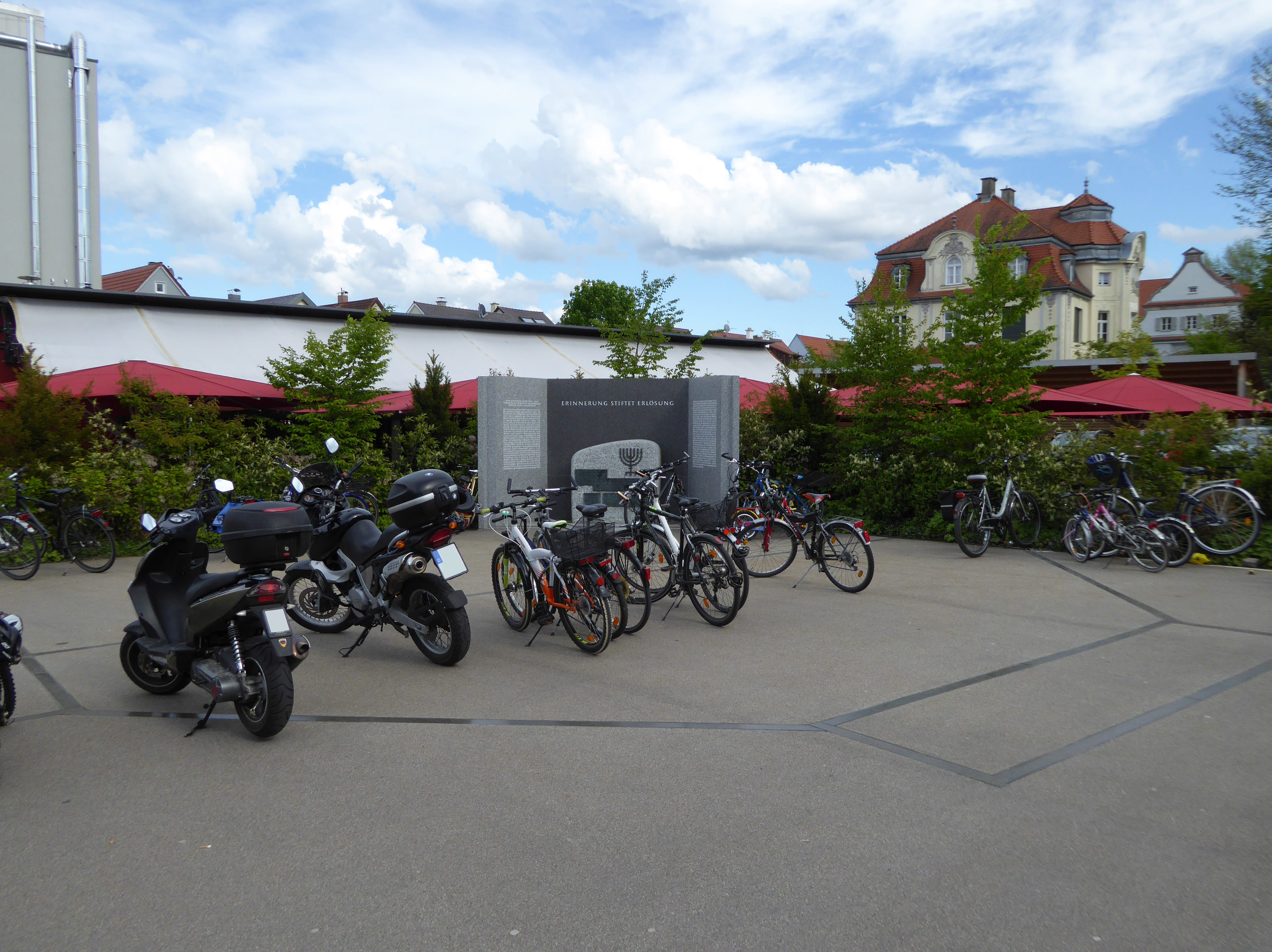
Erweiterte Gedenkstätte mit in den Boden eingelassenen Umrissen der Synagoge

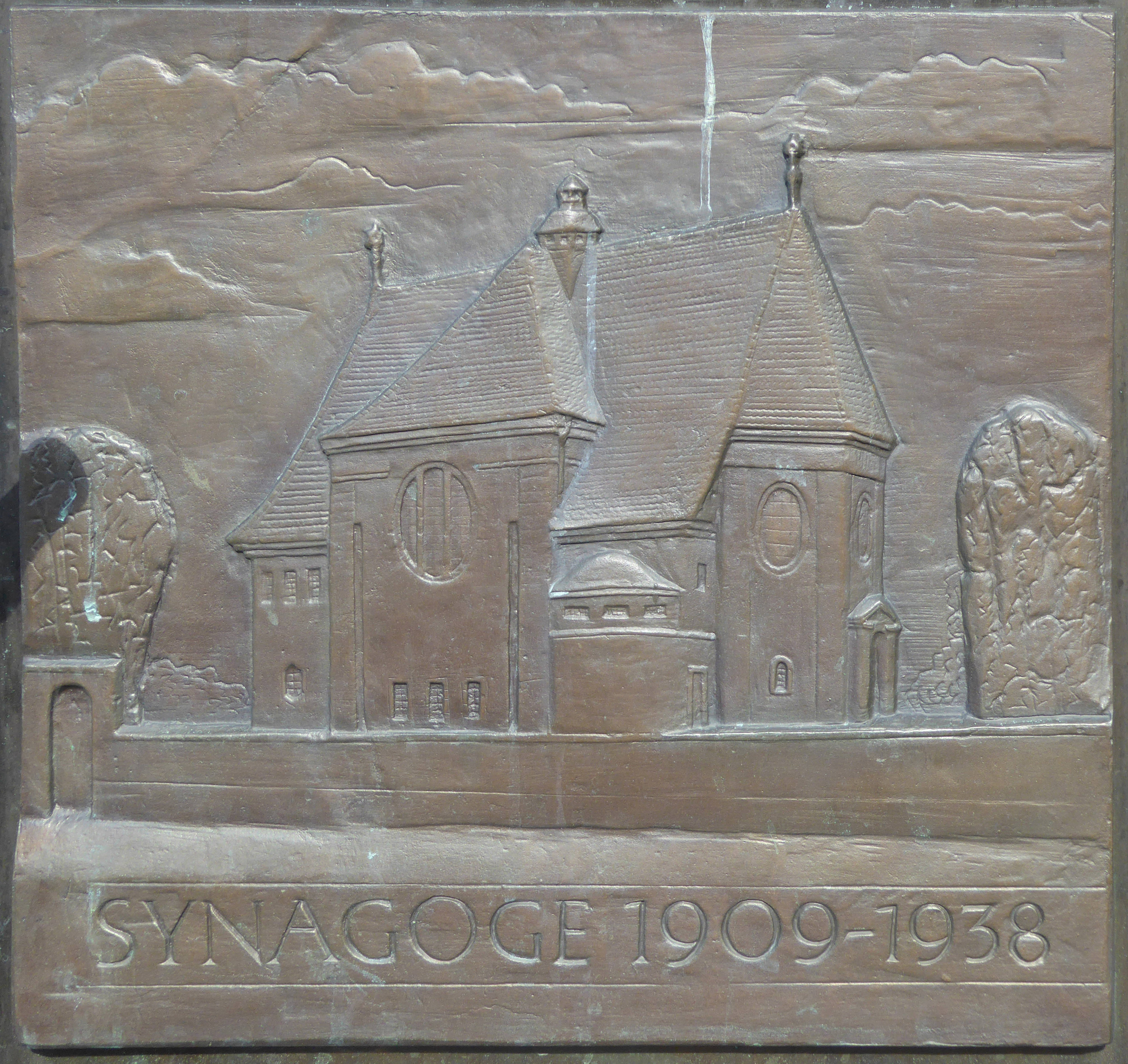
Metallrelief der Synagoge

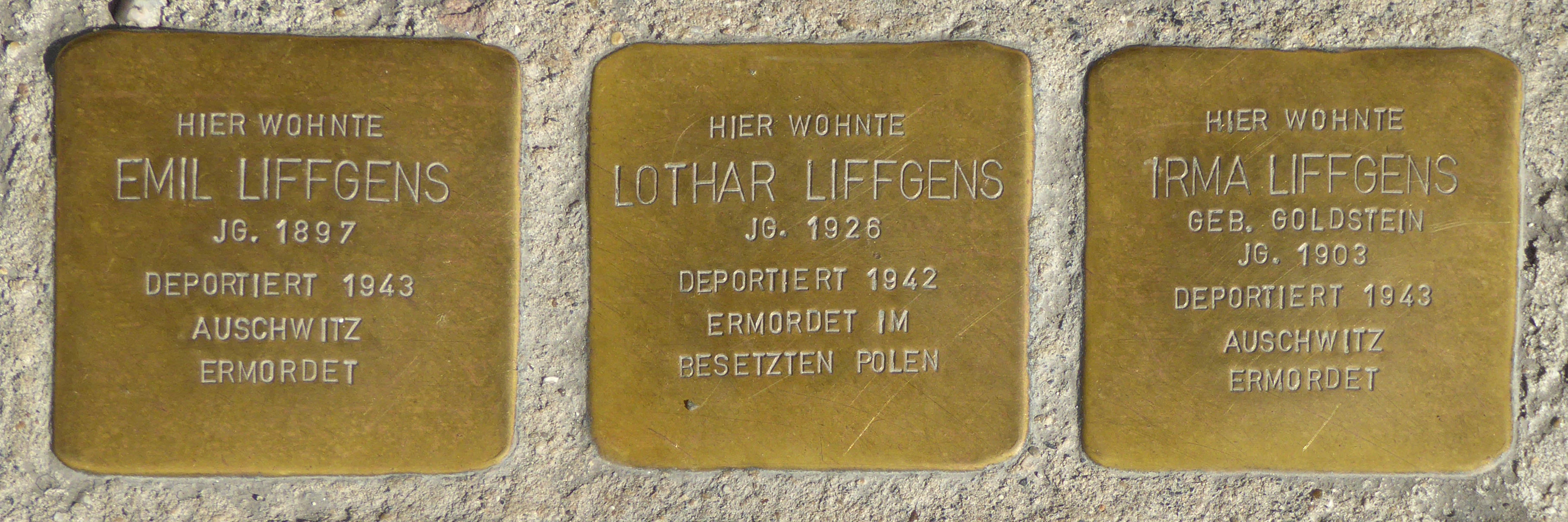
Stolpersteine für Emil, Lothar und Irma Liffgens

Ab 1940 versuchte die Stadt Memmingen mit Blick auf das geplante Kriegerdenkmal, das Grundstück der Kultusgemeinde von der Reichsvereinigung der Juden in Deutschland zu erwerben. Dabei sollten jedoch von der ursprünglichen Gesamtfläche von 2080 m² immerhin 700 m² kostenlos für die Verbreiterung der heutigen Straßen „Kaisergraben“ und „Schweizerberg“ abgetreten werden. Auch der Wert der verbleibenden Fläche von 1380 m² wurde künstlich niedrig gerechnet. Hatten die drei kompletten Flurstücke 1935 noch einen geschätzten Einheitswert von insgesamt 36.500 Reichsmark, so fiel dieser Wert für das verkleinerte Grundstück 1940 auf nur noch 11.800 Reichsmark. Die Stadt bot schließlich 12.000 Reichsmark, wollte zusätzlich aber auch noch das kleine Grundstück des Ritualbades mit erwerben. Die Münchner Bezirksstelle der Reichsvereinigung der Juden in Deutschland forderte jedoch 22.000 Reichsmark, da alleine schon für das Synagogengrundstück ein Preisgebot in dieser Höhe vorlag. Die Stadt erhöhte ihr Angebot nachfolgend auf 14.900 Reichsmark, doch konnte bis zum 28. Oktober 1943 keine Einigung erzielt werden, als der Münchner Oberfinanzpräsident die bevorstehende Übernahme der Verwaltung ehemals jüdischen Vermögens durch die Reichsfinanzverwaltung mitteilte und sich die Verfügungsgewalt vorbehielt. Damit war der Kauf zunächst gescheitert.
Nach dem Zweiten Weltkrieg wurde das Grundstück an die Jewish Restitution Successor Organization (JRSO) übergeben, die neuerlich mit der Stadt über den Verkauf verhandelte. Wieder konnte keine Einigung über den Preis erzielt werden. Auch kam es zu Unstimmigkeiten, als der Memminger Bürgermeister Heinrich Berndl weiter auf kostenloser Grundabtretung sowie Beiträgen für den Straßenausbau beharrte. Der Vertreter der JRSO hielt Berndl daraufhin vor, aus dem Abriss der Synagoge Vorteile bei der rechtlichen Behandlung der Angelegenheit ziehen zu wollen.
Schließlich wurde sich die JRSO mit den Lech-Elektrizitätswerken (LEW) einig, die das Grundstück am 31. Mai 1951 kauften. Erst in der ersten Hälfte der 1960er wurde das bis dahin noch bestehende Lehrerhaus abgerissen und das Gelände mit einem Verwaltungsgebäude überbaut. Die LEW nutzten diesen Bau bis 2007 und verkauften ihn dann 2010 an eine Investorengruppe. In den Jahren 2011 und 2012 wurde ein Teil des Gebäudes abgerissen und ein neuer Gastraum erbaut, der seitdem durch eine Hausbrauerei genutzt wird.

### Gedenkstätte
Bereits beim Bau des LEW-Gebäudes wurde ein Metallrelief mit einer Ansicht der Synagoge angebracht. Außerdem wurde ein Gedenkstein errichtet, der eine Menora, einen siebenarmigen Leuchter, zeigt und in einer Aufschrift an die Synagoge erinnert. Am 5. Juli 1998 wurde die Gedenkstätte um zwei Flügel erweitert, auf denen die Namen der ermordeten jüdischen Memminger verzeichnet sind.
Im Zuge des Umbaus des LEW-Gebäudes zur Gastwirtschaft wurde kontrovers diskutiert, ob die Nutzung als Biergarten angesichts der Geschichte des Ortes angebracht sei. Es wurden diverse alternative Vorschläge unterbreitet, darunter die Anlage eines Gedächtnishains und auch der Wiederaufbau der Synagoge. Man einigte sich schließlich darauf, einen Teil des Geländes durch einen Sichtschutz vom Gastbetrieb abzutrennen und dort das Mahnmal prominenter zu platzieren. Außerdem wurde auf dem Boden mit Metallbändern der Umriss der Synagoge markiert.
Zusätzlich zur Gedenkstätte für die Synagoge wurden am 12. September 2015 im Bürgersteig vor dem ehemaligen Lehrerhaus Stolpersteine für Emil Liffgens, den letzten Religionslehrer und Kantor der Kultusgemeinde, seine Frau Irma Liffgens geb. Goldstein, und seinen Neffen Lothar Liffgens verlegt. Die Eheleute Liffgens wurden im März 1943 von Augsburg nach Auschwitz deportiert und dort ermordet, Lothar Liffgens bereits 1942 in Majdanek.